# Кончар, Горан
Горан Кончар (хорв. Goran Končar; род. 1954) — хорватский скрипач.

## Биография
Окончил Загребскую музыкальную академию у Йосипа Климы. Стажировался в Московской консерватории у Леонида Когана (1978), затем в Лондоне у Ифры Нимана, в Берне у Макса Ростала и в Женеве у Генрика Шеринга. В 1976 г. получил премию на мемориальном фестивале имени Вацлава Хумла в Загребе (преобразованном впоследствии в одноимённый международный конкурс скрипачей). В 1980 г. получил премию журнала «Музыкальная жизнь» (Москва), в 1984 г. завоевал первую премию на международном конкурсе скрипачей в Братиславе.
С 1987 г. Кончар — первая скрипка и руководитель Загребского квартета.